# يوهانس هارتمان
يوهانس هارتمان (بالألمانية: Johannes Hartmann)‏ هو كيميائي ألماني، ولد في 15 يناير 1568 في آمبرغ في ألمانيا، وتوفي في 7 ديسمبر 1631 في ماربورغ في ألمانيا.